# Shigemitsu Sudo
Shigemitsu Sudo (須藤 茂光 Sudō Shigemitsu?,  nacido el 2 de abril de 1956 en Mikasa, Hokkaido) es un exfutbolista japonés que se desempeñaba como defensa.
Sudo jugó 13 veces para la Selección de fútbol de Japón entre 1979 y 1981.

## Trayectoria

### Clubes
| Club    | País  | Año         |
| ------- | ----- | ----------- |
| Hitachi | Japón | 1979 - 1987 |

### Selección nacional
| Selección | País  | Año         |
| --------- | ----- | ----------- |
| Absoluta  | Japón | 1979 - 1981 |

## Estadística de equipo nacional
| Selección de Japón | Selección de Japón | Selección de Japón |
| Año                | Part.              | Goles              |
| ------------------ | ------------------ | ------------------ |
| 1979               | 1                  | 0                  |
| 1980               | 8                  | 0                  |
| 1981               | 4                  | 0                  |
| Total              | 13                 | 0                  |